# أذين
الأذين (باللاتينية: ātrium والمعنى الحرفي لها حجرة الدخول)، هو الغرفة العلوية التي يدخل الدم من خلالها إلى بطينات القلب. يملك قلب الإنسان أذينين – أيسر وأيمن. يستقبل الأذين الأيسر الدم من الدورة الدموية الرئوية، بينما يتلقى الأذين الأيمن الدم من الوريد الأجوف (الدورة الدموية الوريدية). يتلقى الأذين الدم عندما يسترخي، ثم ينقبض لينقل الدم إلى البطينين. تملك جميع الحيوانات ذات الدورة الدموية المغلقة أذين واحد على الأقل.
استخدم في السابق مصطلح auricle (المترجم للعربية بالأذين أيضًا) لإشارة للأذين، ولا يزال مستخدم لوصف هذه الحجرة لدى بعض الحيوانات الأخرى – كالرخويات، ويختلف عنه بامتلاكه جدران عضلية أكثر سماكة.

## البنية

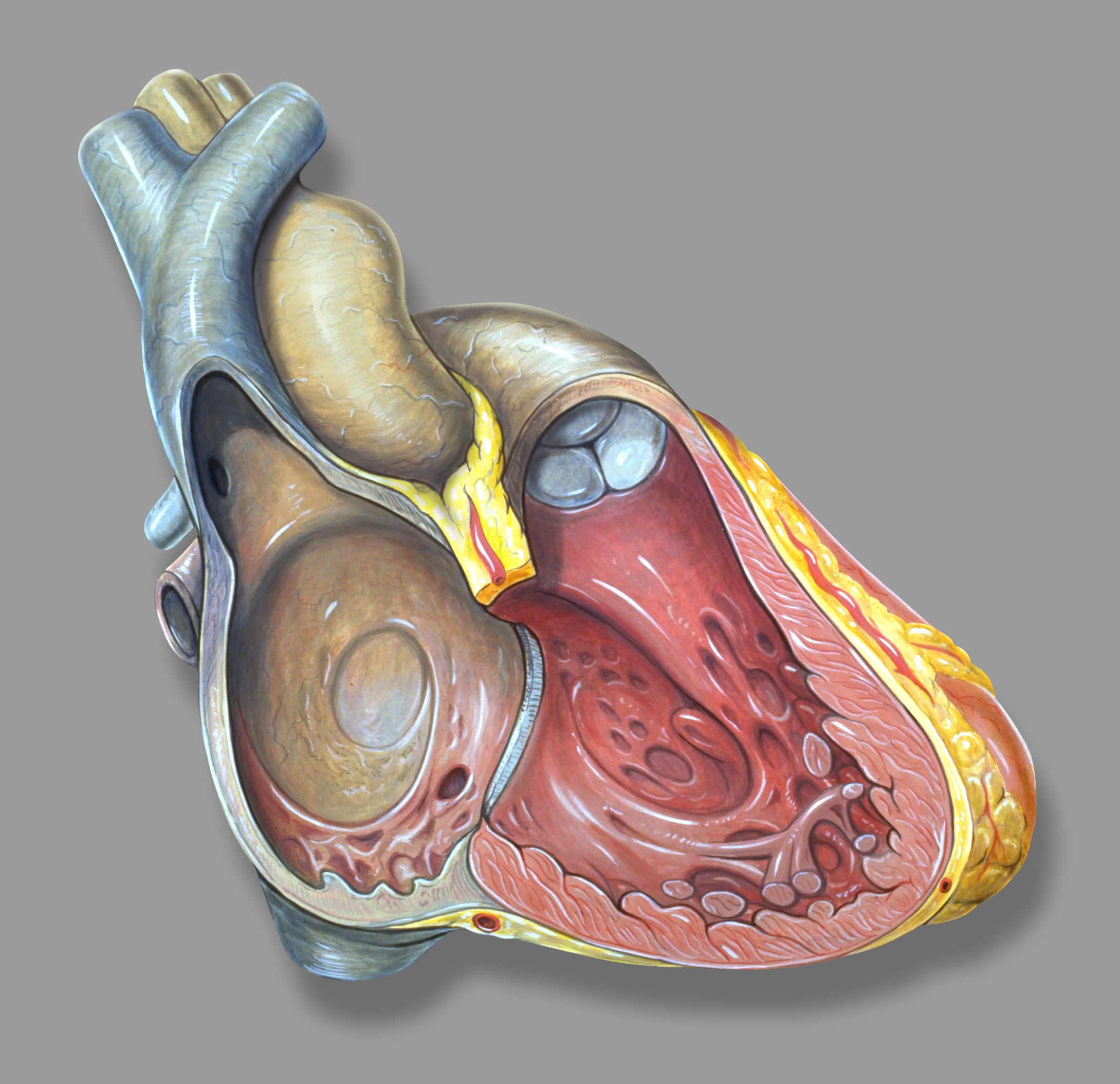
تشريح الجزء الأيمن من القلب.

يتكون قلب البشر من أربع حجرات: الأذين الأيمن والأذين الأيسر والبطين الأيمن والبطين الأيسر. يمثل الأذينان الحجرتان العلويتان. يستقبل الأذين الأيمن ويحمل الدم غير المؤكسج من الوريد الأجوف العلوي والسفلي والأوردة القلبية الأمامية والأوردة القلبية الصغرى والجيب التاجي، ثم تنقله بعد ذلك إلى البطين الأيمن (عبر الصمام ثلاثي الشرفات) الذي سيضخه إلى الشريان الرئوي للدورة الرئوية. يستقبل الأذين الأيسر الدم المؤكسج من الأوردة الرئوية اليمنى واليسرى وينقله إلى البطين الأيسر (عبر الصمام التاجي) الذي سيضخه إلى الشريان الأبهري للدوران الجهازي.
يشار إلى الأذين الأيمن والبطين الأيمن باسم القلب الأيمن في معظم الأحيان؛ وبالمثل، يشار إلى الأذين الأيسر والبطين الأيسر باسم القلب الأيسر. لا يملك الأذينين صمامات دخول، ولهذا يعتبر النبض الوريدي طبيعي ويمكن استخدام الوريد الوداجي لكشفه عبر ما يسمى ضغط الوريد الوداجي. يحوي جدار الأذين العضلات الممشطية الخشنة والعرف الانتهائي لهيس الذين يعملان كحد يفصل الجيب الوريدي ذي الجدران الملساء في الأذين الأيمن. يحيط الجيب الوريدي بمصب الوريد الأجوف والجيب التاجي. يتصل ملحق أذيني بالأذين الأيمن -وهو امتداد يشبه الجيب للعضلات الممشطية. يفصل الحاجز بين الأذينين الأذين الأيمن عن الأذين الأيسر، ويتميز بوجود انخفاض يدعى بالحفرة البيضوية. تعتمد إزالة استقطاب الأذينين على الكالسيوم.
يحمل الجزء العلوي من الأذين الأيسر جيب عضلي يشبه الأذن يدعى بملحق الأذين الأيسر. يعمل هذا الملحق على تخفيف الضغط أثناء انقباض البطين الأيسر وفي الحالات التي يكون فيها ضغط الأذين الأيسر مرتفع. قد يرتبط الملحق الأذيني في حالات معينة بخطر الإصابة بالسكتة الدماغية نتيجة تشكل خثرات دموية فيه، ولهذا السبب قد يتعمد الجراحون إغلاقه أثناء جراحات القلب المفتوح.

### نظام انتقال التنبيه
تقع العقدة الجيبية الأذينية في الجزء الخلفي من الأذين الأيمن بجوار الوريد الأجوف العلوي. تتألف العقدة من مجموعة خلايا تولد ضربات تزيل الاستقطاب تلقائيًا وتخلق جهد فعل. ينتشر جهد الفعل في الأذينين مما يؤدي إلى تقلصهما لينتقل بذلك الدم إلى البطينين الموافقين لهما.
يضم نظام التوصيل الكهربائي في القلب عقدة أخرى تدعى بالعقدة الأذينية البطينية. تقع هذه العقدة بين الأذينين والبطينين.

### التروية الدموية
تعتمد تروية الأذين الأيسر بشكل أساسي على الشعبة المنعطفة من الشريان الإكليلي الأيسر وفروعها الصغيرة.
يعتمد التصريف الوريدي على الوريد المائل للأذين الأيسر جزئيًا. يشتق الأخير من الوريد الأجوف العلوي الأيسر الجنيني.
- الأذين الأيسر

- الأذين الأيمن.[15][16][17]

وهما من ناحية ضخ القلب يقومان بوظيفتين مختلفتين، فالأذين الأيمن يستقبل الدم من الدورة الدموية الكبرى من الوريدين الأجوفين ليوصله للبطين الأيمن. أما الأذين الأيسر فهو يستقبل الدم القادم من الرئتين عبر الأوردة الرئوية، ليوصله للبطين الأيسر.

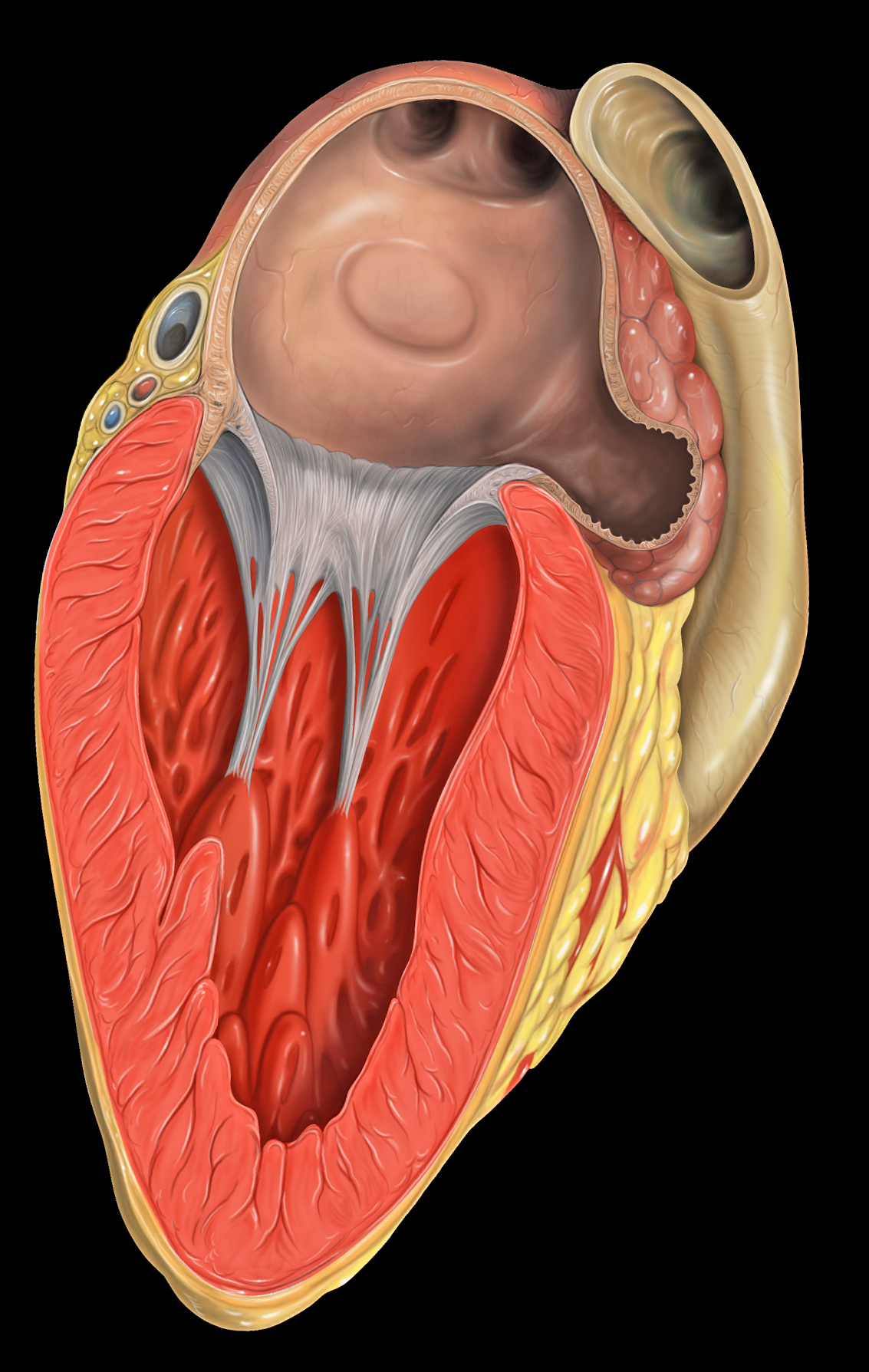
أطراف الأذين الأيسر ظاهرة في الجزء العلوي الأيمن.

أما من ناحية نظمية فهما يتصرفان كوحدة نظمية واحدة، وينقبضان بشكل متزامن، كما يكون انقباض البطينين متزامناً أيضاً. كهربائياً تظهر فاعلية الأذينين في مخطط القلب الكهربائي بشكل موجة P والتي تسبق مركب QRS. عند تواجد هذه الموجة، فإنه يكون نظم جيبي، صادر عن عقدة جيبية في الأذين الأيمن.
في بعض حالات اضطراب النظم يضطرب انتقال الشارة الناقلة في الأذينين، فقد تُشاهد رفرفة أذينية وهناك أيضاً رجفان أذيني.